# Amiralul văzduhului
Amiralul văzduhului (1971) (titlu original The Warlord of the Air) este un roman science fiction de istorie alternativă scris de Michael Moorcock. El prezintă aventurile lui Oswald Bastable, un soldat edwardian cantonat în India, care ajunge într-un univers paralel în care Primul Război Mondial nu a avut loc. Romanul face parte din trilogia Nomadul timpului și, atât prin prisma extrapolării tehnologiei existente în perioada edwardiană, cât și prin folosirea unui stil narativ specific perioadei victoriene, este considerat un precursor al curentului steampunk. Cartea a fost publicată pentru prima dată de Ace Books în seria Ace Science Fiction Specials.

## Intriga
Romanul este scris de 'Michael Moorcock' (presupusul bunic al autorului) în 1903. Aflat în vacanță pe izolata insulă Rowe, el se împrietenește cu Oswald Bastable, un fost soldat confuz și dezorientat, aparent din cauza dependenței de opiu, care este măcinat de vină din cauza unei acțiuni întreprinse în trecut. Bastable acceptă să îi spună povestea lui Moorcock, care începe în nord-estul Indiei, în 1902. Bastable făcea parte dintr-o expediție britanică trimisă să discute cu Sharan Kang, un mare preot indian al templului din Teku Benga, o regiune misterioasă cu puteri aparent supranaturale. După confruntarea cu Kang și oamenii lui, Bastable se rătăcește în labirintul de sub 'Templul Viitorului Buddha', unde este atacat de o forță misterioasă, pierzându-și cunoștința.
Când își revine și evadează din labirint, Templul se află în ruine, ca și cum ar fi trecut un interval mare de timp. Curând, este descoperit și cules de o aeronavă uriașă, la bordul căreia află că a ajuns în anul 1973, dar acest viitor nu este cel firesc, ci unul alternativ. Aici, Primul Război Mondial nu a avut loc, iar puterile coloniale continuă să posede imperii vaste - de exemplu, India este în continuare teritoriu britanic, deși Winston Churchill a fost viceregele ei în acest viitor alternativ.
La început, Bastable este uimit de minunile viitorului — Londra este un oraș liniștit și curat, lumea pare o utopie ținută în echilibru de marile imperii. Angajat pe una dintre marile aeronave, el va da peste un grup de anarhiști — printre care se află misterioasa femeie Una Persson și bătrânul revoluționar rus Ulianov. Inițial, Bastable se opune activității lor, dar descoperă curând adevărul: viața este liniștită pentru imperiile conducătoare, dar utopia din țările de baștină ale imperiilor se bazează pe decenii de opresiune colonială neîngrădită, pe brutalitatea conducerii teritoriilor lor. Deoarece Primul Război Mondial nu a avut loc pentru a falimenta imperiile coloniale și a începe liberalizarea și eliberarea treptată a coloniilor, imperialismul păstrează lumea poziții injuste. Marea Britanie, Franța, Imperiul Țarist, Imperiul German, Japonia, Imperiul italian și Statele Unite ale Americii conduc fără menajament lumea, suprimând orice opoziție antiimperialistă și anticolonială.
Bastable, om de onoare, este revoltat de cruzimea, injustiția și grozăvia celor descoperite și începe să lupte alături de oamenii oprimați ai lumii (opunându-se, printre alții, fostului său prieten din serviciul aeronavelor, maiorul Enoch Powell). În mod tragic, misiunea sa de a da naștere unui război între imperii pentru a genera echivalentul (în acest univers) Primului Război Mondial, eșuează, ducând la lansarea bombei atomice asupra orașului Hiroșima de către anarhiști. 
Explozia atomică îl aruncă în inconștiență și îl aruncă într-un nou 1903, măcinat de vina distrugerii a milioane de vieți inocente și speriat de 'viitorul' științei și imperialismului scăpate de sub control. Experiențele sale l-au marcat prea profund pentru a mai putea să își găsească liniștea în acest univers alternativ, aruncându-l în brațele consumului de opiu. Romanul se încheie cu dispariția misterioasă a lui Bastable, spre uimirea lui Moorcock din 1903, și cu o notă a modernului Moorcock, care relatează moartea bunicului său pe frontul de vest, în 1916.

## Conexiuni
- Cartea este urmată de Leviatanul terestru și Țarul de oțel.
- La fel ca multe alte cărți ale lui Moorcock, și aceasta aparține multiversului 'Eternal Champion'; ca atare, multe personaje și nume recurente (inclusiv Una Persson, maiorul Nye și, în edițiile mai noi, contele von Bek) apar în roman.
- Oswald Bastable este un personaj creat de autoarea E. Nesbit pentru cartea The Story of the Treasure Seekers.

## Elemente ale genului

### Personaje faimoase
Așa cum se întâmplă în multe romane de istorie alternativă, sunt menționate o serie de figuri faimoase. Acestea includ:
- Winston Churchill - fost Vicerege al Indiei;
- Enoch Powell - maior de aeronave; în unele ediții, personajul este numit "Howell."
- Mick Jagger - tânăr ofițer
- Lenin - revoluționar bătrân (Marea Revoluție din Octombrie nu a avut loc);
- Trotsky - pomenit de Lenin ca abandonându-și ambițiile revoluționare și devenind un om de afaceri "respectabil";
- Un conducător de cercetași din California pe nume Reagan (care pretinde a avea legături puternice, mai ales ca membru al Rough Riders) - referire la guvernatorul de atunci al Californiei, Ronald Reagan. În primele ediții, personajul este numit "Egan."
- Purtătorul de cuvânt de stânga al mișcării studențești germane, Rudi Dutschke, apare ca un nobil prusac transformat în anarhistul conte Rudolf von Dutschke. El este prieten intim cu mentorul său, Lenin, la care face referire cu drag ca "Unchiul Vladimir".
- Joseph Conrad - ca Joseph Korzeniowski, căpitan de aeronavă.

### Imperiul Britanic și dirijabilele
După publicarea Amiralului văzduhului în 1971, presupunerea că supraviețuirea Imperiului Britanic ca entitate politică va duce la supraviețuirea dirijabilelor ca principal (sau unic) mod de călătorie prin aer a fost preluată și în alte ficțiuni despre Imperii Britanice alternative (extrem de diferite una de alta, în rest), în special în At the Narrow Passage (1973) de Richard C. Meredith, Great Work of Time (1989) de John Crowley, The Two Georges (1995) de Harry Turtledove și Richard Dreyfuss și The Peshawar Lancers (2002) by S.M. Stirling.